# Делегација Краљевине СХС на конференцији мира у Паризу
Делегација Краљевине СХС на конференцији мира у Паризу су сачињавали: професор Иван Жоглер, министар иностараних дела Анте Трумбић, генeрал Петар Пешић, посланик у Паризу Миленко Веснић и председник Делегације Никола Пашић. Именовањем Жоглера, који је био министар у аустроугарској влади, углед делегације пред савезницима је знатно умањен.
Делегација је на Конференцији, до краја маја 1919, била са ограниченим мандатом, тј. као делегација Србије. Конференција је делегацију називала српском, а ова се понашала и радила као Делегација КСХС. У току припрема за потписивање Версајског уговора Конференција мира признала је присусто делегације КСХС. Делегација је делила судбину свих малих држава, без обзира на то што је КСХС била савезница. Врховни савет одлучивао је све сам, а за решавање појединих питања формиране су комисије које су саслушавале захтеве појединих делегација.